# Faramea brevipes
Faramea brevipes är en måreväxtart som beskrevs av Julian Alfred Steyermark. Faramea brevipes ingår i släktet Faramea och familjen måreväxter. Inga underarter finns listade i Catalogue of Life.